# Yeah Yeah Yeah Yeah Yeah
Yeah yeah yeah yeah yeah es un EP editado por The Pogues en 1990.

## Listado de temas
1. Yeah yeah yeah yeah yeah (Long Version), (Shane MacGowan)
2. Honky Tonk Woman , (Mick Jagger/Keith Richards)
3. Jack's Heroes (Terry Woods / "Spider" Stacy)
4. Whiskey in the Jar (Tradicional)

## Componentes
- Shane MacGowan - voz
- Jem Finer - banjo, saxofón
- Spider Stacy - tin whistle, voz, armónica
- James Fearnley - acordeón
- Terry Woods - mandolina
- Philip Chevron - guitarra
- Darryl Hunt - bajo
- Andrew Ranken - batería

- Datos: Q1340396